# Dominik Planzer
Dominik Planzer (* 5. Juli 1983) ist ein ehemaliger Schweizer Radballspieler vom RS Altdorf und Radball-Weltmeister (2012).

## Karriere
1994 wurde er zum ersten Mal Zweiter in der Schweizer Meisterschaft Schüler B mit Roger Gisler. In den folgenden Jahren stiegen sie zusammen in die Nationalliga A auf und gewannen die Bronzemedaille am U23-Europacup. Ab der Saison 2005 spielte er neu mit Paul Looser zusammen, welcher 2002 schon Weltmeister geworden war. Zusammen mit ihm gewann er zweimal den Schweizer Cup, und sie wurden Vierte an der WM 2006.
Gegen Ende der Saison 2007 wechselte er seinen Partner erneut und spielte seither mit dem Mosnanger Roman Schneider zusammen. Schon nach wenigen Wochen gewannen sie gemeinsam den Weltcup-Final und konnten diesen Titel zwei Jahre später beim Weltcup 2009 sogar noch wiederholen. Es folgten noch vier Schweizer-Cup-Siege und drei Schweizer-Meister-Titel. Bei der WM 2011 konnten sie sich wiederum für die Weltmeisterschaften qualifizieren und belegten den zweiten Schlussrang. Im folgenden Jahr wurden sie an der WM in Aschaffenburg sogar Weltmeister. Im nächsten Jahr konnten sie ihren Weltmeister-Titel nicht verteidigen und holten Bronze. Nur zwei Wochen später gewannen sie dafür ihren dritten Gesamtweltcup-Titel.
Im November 2017 startete er mit Roman Schneider bei den Hallenradsport-Weltmeisterschaften 2017 im österreichischen Dornbirn. Nach dem Weltcupfinal 2017 beendete er seine aktive Karriere.
Im März 2018 wurden Dominik Planzer und Roman Schneider mit der «Altdorfer Medaille» ausgezeichnet.

## Auszeichnungen
- 2018 Altdorfer Medaille

## Erfolge
- Weltmeisterschaft
  -  Weltmeister 2012
  -  Silbermedaille 2011, 2014, 2015, 2016
  -  Bronzemedaille 2013, 2017
- Gesamtweltcup
  - 1. Rang 2007, 2009, 2013, 2015
- Schweizer Meisterschaft
  - 1. Rang 2008, 2011, 2012, 2014, 2015, 2016, 2017
  - 2. Rang 2005, 2006, 2009
  - 3. Rang 2007, 2010, 2013
- Schweizer Cup
  - 1. Rang 2006, 2007, 2010, 2011, 2012, 2013, 2014, 2015, 2017
  - 2. Rang 2004, 2008, 2009, 2016
  - 3. Rang 2002, 2005
- Europacup U23
  - 3. Rang 2003

### Weltcup-Statistik
| Jahr                    | Partner         | 1. T.          | 2. T.          | 3. T.          | 4. T.          | Punkte | Quali | Final        |
| ----------------------- | --------------- | -------------- | -------------- | -------------- | -------------- | ------ | ----- | ------------ |
| 2003                    | Roger Gisler    | 9              | –              | –              | –              | 16     | 27    | –            |
| 2005                    | Paul Looser     | 9              | –              | –              | –              | 16     | 33    | –            |
| 2006                    | Paul Looser     | –              | –              | –              | –              | –      | –     | –            |
| 2007                    | Paul Looser (a) | Bronzemedaille | Goldmedaille   | Bronzemedaille | 6              | 155    | 3     | Goldmedaille |
| 2008                    | Roman Schneider | Bronzemedaille | Goldmedaille   | 5              | Goldmedaille   | 170    | 2     | 8            |
| 2009                    | Roman Schneider | Bronzemedaille | Goldmedaille   | 6              | 4              | 150    | 4     | Goldmedaille |
| 2010                    | Roman Schneider | 5              | Silbermedaille | Goldmedaille   | Goldmedaille   | 175    | 2     | 7            |
| 2011                    | Roman Schneider | 5              | 4              | Silbermedaille | Goldmedaille   | 160    | 4     | 7            |
| 2012                    | Roman Schneider | 4              | Goldmedaille   | Goldmedaille   | Silbermedaille | 180    | 2     | – (b)        |
| 2013                    | Roman Schneider | Bronzemedaille | Goldmedaille   | Silbermedaille | Goldmedaille   | 185    | 1     | Goldmedaille |
| 2014                    | Roman Schneider | Silbermedaille | Silbermedaille | Silbermedaille | 4              | 170    | 4     | 4            |
| 2015                    | Roman Schneider | Silbermedaille | Goldmedaille   | Silbermedaille | Bronzemedaille | 180    | 2     | Goldmedaille |
| 2016                    | Roman Schneider | Silbermedaille | Silbermedaille | 4              | Silbermedaille | 170    | 5     | 5            |
| 2017                    | Roman Schneider | Goldmedaille   | Silbermedaille | Silbermedaille | –              | 140    | 1     | 4            |
| Stand: 3. Dezember 2017 |                 |                |                |                |                |        |       |              |

Teilnahmen:  50

 Goldmedaillen:  17

 Silbermedaillen:  14

 Bronzemedaillen:  6

| Legende |
| --- |
| - Jahr: Nennt das Jahr des Weltcups. - Partner: Spielpartner in diesem Weltcup-Jahr. - 1. T.: (1. Turnier, von 4) Rang des Sportlers in diesem Turnier. - Punkte: Weltcup-Punkte, die der Spieler am Ende der Qualifikation hatte. - Quali: Rang am Ende der Qualifikation. - Finale: Rang im Finale, falls dieses erreicht wurde. |